# Sarcophaga sorror
Sarcophaga sorror är en tvåvingeart som beskrevs av Thomas Pape 1995. Sarcophaga sorror ingår i släktet Sarcophaga och familjen köttflugor. Inga underarter finns listade i Catalogue of Life.